# Scyllaeidae
Scyllaeidae Alder & Hancock, 1864 è una famiglia di molluschi nudibranchi della superfamiglia Dendronotoidea.

## Tassonomia
Comprende i seguenti generi:
- Crosslandia Eliot, 1902
- Notobryon Odhner, 1936
- Scyllaea Linnaeus, 1758